# Fosbergia alleizettii
Fosbergia alleizettii är en måreväxtart som beskrevs av Deva D. Tirvengadum och Claude Henri Léon Sastre. Fosbergia alleizettii ingår i släktet Fosbergia och familjen måreväxter. Inga underarter finns listade i Catalogue of Life.